# 金烏
金烏（きんう）は、「日に鳥がいる」という伝承に見られる想像上のカラス。中国や日本においてこのように呼ばれるほか、陽烏（ようう）、黒烏（こくう）、赤烏（せきう）とも称される。太陽の異名としても古くから用いられており、対となる存在（月にいるとされる）には蟾蜍（）、玉兎（）などがある。

## 概要
太陽にいる鳥がカラス（烏）であるとする解説は古代から中国にあり、『楚辞』天問の王逸注にも「日中の烏」という語がみられる。また、『山海経』（大荒東経）などではカラスが太陽を載せて空を移動してゆくとも記されている。日の出と日の入りの時間帯に移動をするカラスの動き、あるいは太陽の黒点を象徴化したものと考えられており、カラスであると語られる点もその羽色から来ているとみられる。金という語は太陽本体の光りかがやく様子を示している。
足が三本あるという特徴もしばしば語られ（三足烏を参照）、描かれるときの最も目立つ特徴として挙げることが出来る。道教や陰陽道などに基づいた古典的解説では、数字の三が陽数、カラスが陽鳥であるからと語られることが多い。三本足であることを強く押し出した金烏の説は、漢の時代に大きく広まったようである。
日と月が描かれる際、日に烏、月に兎（または蟾蜍）が描き込まれることは中国を中心に古くから行われており、壁画や祭具、幡（はた）などに残されている。日本でも鎌倉・室町時代に仏教絵画として描かれた『十二天像』では日天・月天の持物としての日・月の中に烏と兎が描き込まれている作例がみられるなど、美術作品で太陽を示す題材として広く用いられている。江戸時代まで、天皇即位の際に用いられていた冕冠（べんかん）や袞衣（こんえ）、日像幢にも用いられている。「金烏」という名称が用いられているが、描かれるカラスのすがたは通常のカラスのように黒く描かれ、背後に描かれる太陽あるいはそれを示す円が朱や金で彩色されることがほとんどである。
日本神話では、神武天皇を案内したと記述されている八咫烏（やたがらす）に「天照大神がつかわした」という点から金烏と共通する「太陽とカラス」の結びつきが見られ、平安時代以後にそのすがたが金烏のような三本足のすがたとして説明されるようになっている。

### 漢字
俗説的な解釈として、「日」という漢字の真ん中の1画は、日輪のなかにある黒烏（金烏）を示しているものであると語られることがあった。

## 黒点
天文学者・山本一清は、古代中国において語られていた「太陽にカラスがいる」という説は太陽に見えた黒点のことを「黒いもの」であることから「烏」と表現したものであろうと示している。このように、金烏を太陽の黒点の象徴（実際に太陽にそのような大きなカラスがいるわけではない）とする説は、近世から語られており、大雑書（庶民向けに出版された暦占を中心とした実用百科事典）などに書かれた日月についての説においても「日の中に三足の烏実に有（ある）にあらず大陽の火にして中くろく烏（からす）の形の如く黒気有のみなり」（『永暦雑書天文大成』、1809年）などのように、古くからの金烏・玉兎の説を書きつつ、そこに輸入書を通じて広まった西洋的観察に基づいた説を採り込んだ紹介がとられるようになったものが見られる。

## 鳥と太陽
空を飛ぶことのできる鳥類と太陽とが結びつけられている神話や説話はエジプトなどをはじめ各地に見られる。金烏の説もそれらと関係深いものであるといえるが、明確にカラスと太陽とを結びつけた例は中国の太陽に関する解説にのみ顕著なようである。日本では、この金烏の説がひろく用いられており朝廷や寺社での儀礼をはじめ、民間の太陽を射る弓を用いる行事（オコナイやオビシャ）などでもカラスが太陽の象徴として用いられて来た。
1986年、中国の三星堆遺跡から出土した青銅器（「青銅神樹」一号神樹）には、木に止まる太陽をあらわしたとみられる鳥類が造型されている。この樹は『淮南子』や『山海経』において東方に立っており太陽がのぼるとされる扶桑（ふそう）・若木（じゃくぼく）のような巨樹を示していると考えられている。
『山海経』に烏が太陽を載せてゆくとする話が見られるが、『淮南子』天文訓にみられる太陽の移動を示した字句のなかには馬のひく車に載せられてゆく様子もみられ、世界的に見られる馬車によって運ばれる太陽についての伝承もあったとみられる。